# Andi Naude
Andi Naude (ur. 10 września 1996 w Reginie) – kanadyjska narciarka dowolna, specjalizująca się w jeździe po muldach, która starty w Pucharze Świata rozpoczęła w 2012 r. Występowała także w zawodach FIS Race, Pucharu Europy oraz Pucharu Północnoamerykańskiego. W 2013 roku wystartowała na mistrzostwach świata w Voss, zajmując siódme miejsce w muldach podwójnych. Podczas rozgrywanych cztery lata później mistrzostw świata w Sierra Nevada była dziewiąta w tej samej konkurencji. Najlepsze wyniki w Pucharze Świata, osiągnęła w sezonie 2017/2018, kiedy to zajęła 13. miejsce w klasyfikacji generalnej, a w klasyfikacji jazdy po muldach była czwarta. W 2018 roku brała udział w igrzyskach olimpijskich w Pjongczangu, gdzie zajęła szóste miejsce.

## Osiągnięcia

### Igrzyska olimpijskie
| Miejsce | Dzień     | Rok  | Miejscowość | Konkurencja      | Zwyciężczyni    |
| ------- | --------- | ---- | ----------- | ---------------- | --------------- |
| 6.      | 11 lutego | 2018 | Pjongczang  | Jazda po muldach | Perrine Laffont |

### Mistrzostwa świata
| Miejsce | Dzień       | Rok  | Miejscowość   | Konkurencja      | Zwyciężczyni            |
| ------- | ----------- | ---- | ------------- | ---------------- | ----------------------- |
| 12.     | 6 marca     | 2013 | Voss          | Jazda po muldach | Hannah Kearney          |
| 7.      | 8 marca     | 2013 | Voss          | Muldy podwójne   | Chloé Dufour-Lapointe   |
| 34.     | 18 stycznia | 2015 | Kreischberg   | Jazda po muldach | Justine Dufour-Lapointe |
| 12.     | 19 stycznia | 2015 | Kreischberg   | Muldy podwójne   | Hannah Kearney          |
| 13.     | 8 marca     | 2017 | Sierra Nevada | Jazda po muldach | Britteny Cox            |
| 9.      | 9 marca     | 2017 | Sierra Nevada | Muldy podwójne   | Perrine Laffont         |

### Puchar Świata

#### Miejsca w klasyfikacji generalnej
- sezon 2012/2013: 56.
- sezon 2013/2014: 44.
- sezon 2014/2015: 19.
- sezon 2015/2016: 25.
- sezon 2016/2017: 19.
- sezon 2017/2018: 13.

#### Miejsca na podium w zawodach
1. Lake Placid – 29 stycznia 2015 (jazda po muldach) – 3. miejsce
2. Moskwa – 5 marca 2016 (muldy podwójne) – 2. miejsce
3. Saint-Côme – 21 stycznia 2017 (jazda po muldach) – 2. miejsce
4. Deer Valley – 4 lutego 2017 (muldy podwójne) – 2. miejsce
5. Bokwang – 11 lutego 2017 (jazda po muldach) – 3. miejsce
6. Tazawako – 18 lutego 2017 (jazda po muldach) – 3. miejsce
7. Thaiwoo – 21 grudnia 2017 (jazda po muldach) – 3. miejsce
8. Thaiwoo – 22 grudnia 2017 (jazda po muldach) – 3. miejsce
9. Mont Tremblant – 20 stycznia 2018 (jazda po muldach) – 2. miejsce